# أم العمد (المخرم)
أم العمد قرية في ناحية مركز المخرم التابعة لمنطقة المخرم في محافظة حمص في سورية. تقع شرقي مركز مدينة حمص بحوالي 32 كيلو متر. يحدها من الشرق مدينة المخرم الفوقاني أما من الغرب قرية الحميدية ومن الشمال قرية البويضة ومن الجنوب قرية الشوكتلية، يعمل غالبية سكانها بالزراعة والتجارة.
بلغ عدد سكان أم العمد حوالي 3000 نسمة بحسب إحصاء عام 2004 و لكن هذا العدد زاد كثيرا وخصوصا بعد بدء الحرب الأهلية السورية وعودة سكانها الذين كانو يعيشون خارجها إليها.
في القرية مدرستين ابتدائيتين وإعدادية و ثانوية وعدد من الروضات والمعاهد الشرعية ويوجد فيها مستوصف (ويتم حاليا تجهيز مشفى ) و فيها بلدية ووحدة إرشادية زراعية ومركز بريد هاتف .